# 山崎富治
山崎 富治（やまざき とみじ、1925年5月30日 - 2014年4月16日）は日本の実業家。山種証券（現SMBC日興証券）社長、会長、日本青年会議所会頭、山種美術館館長を歴任。「報告」「連絡」「相談」を重視する「ほうれんそう（報・連・相）経営」を提唱したことでも知られる。

## 人物
山崎種二の次男として東京に生まれる。旧制東京都立第四中学校（現東京都立戸山高等学校）を経て、1947年旧制東京商科大学（現一橋大学）を卒業し、シティバンク、エヌ・エイ (在日支店)に入行。夫人は鈴木三千代次女。
山種証券（のちのSMBCフレンド証券、現SMBC日興証券）社長、会長、東京証券業協会副会長などを歴任。1961年日本青年会議所会頭。1976年から山種美術館館長、財団法人山種美術財団理事長、2007年山種美術館名誉館長。
「報告」「連絡」「相談」を重視する「ほうれんそう（報・連・相）経営」を提唱し、1982年に社内キャンペーンとして開始。1986年に出版した著書『ほうれんそうが会社を強くする』はベストセラーとなった。
2014年4月16日、肺炎のため死去。88歳。
子女に公益財団法人山種美術財団理事長兼山種美術館館長を務める山崎妙子がいる。

## 著書
- 『大廻り三十年』ごま書房 1979年。
- 『ほうれんそうが会社を強くする : 報告・連絡・相談の経営学』ごま書房 1986年。